# Stardust (programma radiofonico)
Stardust è un programma radiofonico di Radio m2o condotto dal attivista e scrittore Paolo Bolognesi, in onda sin dalla nascita dell'emittente nel 2002, che trasmette brani di musica house in voga nei migliori club italiani ed europei, concentrandosi da alcuni anni sui generi minimal e deep house.
Il programma è andato in onda dalle 22 alle 24, dal lunedì al venerdì; la sua classifica è stata in onda il sabato pomeriggio dalle 16 alle 17 e trasmetteva i 20 singoli più gettonati della settimana fra quelli presenti nella playlist del programma. Nella stagione 2010-2011 il programma ha perso la seconda ora di trasmissione radiofonica.